# Litvánia a 2008. évi nyári olimpiai játékokon
Litvánia a kínai Pekingben megrendezett 2008. évi nyári olimpiai játékok egyik részt vevő nemzete volt. Az országot az olimpián 16 sportágban 71 sportoló képviselte, akik összesen 5 érmet szereztek.

## Érmesek
| Érem  | Versenyző              | Sportág    | Versenyszám               |
| ----- | ---------------------- | ---------- | ------------------------- |
| Ezüst | Edvinas Krungolcas     | Öttusa     | Férfi egyéni              |
| Ezüst | Gintarė Volungevičiūtė | Vitorlázás | Női laser radial          |
| Bronz | Virgilijus Alekna      | Atlétika   | Férfi diszkoszvetés       |
| Bronz | Mindaugas Mizgaitis    | Birkózás   | Férfi kötöttfogás, 120 kg |
| Bronz | Andrejus Zadneprovskis | Öttusa     | Férfi egyéni              |

## Asztalitenisz
Női
| Versenyző         | Versenyszám | Selejtező                                      | 64-es főtábla                                               | 48-as főtábla                                                   | 32-es főtábla     | Nyolcaddöntő      | Negyeddöntő       | Elődöntő          | Döntő             | Helyezés |
| Versenyző         | Versenyszám | Ellenfél Eredmény                              | Ellenfél Eredmény                                           | Ellenfél Eredmény                                               | Ellenfél Eredmény | Ellenfél Eredmény | Ellenfél Eredmény | Ellenfél Eredmény | Ellenfél Eredmény | Helyezés |
| ----------------- | ----------- | ---------------------------------------------- | ----------------------------------------------------------- | --------------------------------------------------------------- | ----------------- | ----------------- | ----------------- | ----------------- | ----------------- | -------- |
| Rūta Paškauskienė | Egyes       | Mariany Nonaka (BRA) · 11-3, 11-6, 15-13, 11-3 | Kim Mijong (PRK) · 11-5, 9-11, 3-11, 11-5, 11-5, 6-11, 11-5 | Tóth Krisztina (HUN) · 11-8, 5-11, 8-11, 6-11, 11-4, 11-6, 3-11 | kiesett           | kiesett           | kiesett           | kiesett           | kiesett           | 33.      |

## Atlétika
Férfi
| Versenyző         | Versenyszám     | Előfutam | Előfutam | Előfutam | Elődöntő | Elődöntő | Elődöntő | Döntő         | Döntő         |         |
| Versenyző         | Versenyszám     | Idő      | Hely.    | Össz.    | Idő      | Hely.    | Össz.    | Idő           | Helyezés      |         |
| ----------------- | --------------- | -------- | -------- | -------- | -------- | -------- | -------- | ------------- | ------------- | ------- |
| Vitalij Kozlov    | 800 m           | 1:48,96  | 6.       | 48.      | kiesett  | kiesett  | kiesett  | kiesett       | kiesett       | kiesett |
| Marius Žiūkas     | 20 km gyaloglás |          |          |          |          |          |          | 1:25:36       | 35.           |         |
| Darius Škarnulis  | 50 km gyaloglás |          |          |          |          |          |          | kizárták      | kizárták      |         |
| Donatas Škarnulis | 50 km gyaloglás |          |          |          |          |          |          | nem ért célba | nem ért célba |         |
| Tadas Šuškevičius | 50 km gyaloglás |          |          |          |          |          |          | 4:02:45       | 32.           |         |

| Versenyző         | Versenyszám   | Selejtező | Selejtező | Döntő    | Döntő    |
| Versenyző         | Versenyszám   | Eredmény  | Helyezés  | Eredmény | Helyezés |
| ----------------- | ------------- | --------- | --------- | -------- | -------- |
| Virgilijus Alekna | Diszkoszvetés | 65,84 m   | 2.        | 67,79 m  |          |

Női
| Versenyző            | Versenyszám     | Előfutam | Előfutam | Előfutam | Negyeddöntő | Negyeddöntő | Negyeddöntő | Elődöntő | Elődöntő | Elődöntő | Döntő   | Döntő    |
| Versenyző            | Versenyszám     | Idő      | Hely.    | Össz.    | Idő         | Hely.       | Össz.       | Idő      | Hely.    | Össz.    | Idő     | Helyezés |
| -------------------- | --------------- | -------- | -------- | -------- | ----------- | ----------- | ----------- | -------- | -------- | -------- | ------- | -------- |
| Lina Grinčikaitė     | 100 m           | 11,43    | 3.       | 21.*     | 11,33       | 2.          | 15.         | 11,50    | 6.       | 14.      | kiesett | kiesett  |
| Eglė Balčiūnaitė     | 800 m           | 2:00,15  | 4.       | 9.       |             |             |             | 2:02,59  | 7.       | 22.      | kiesett | kiesett  |
| Rasa Troup           | 3000 m akadály  | 9:30,21  | 8.       | 19.      |             |             |             |          |          |          | kiesett | kiesett  |
| Sonata Milušauskaitė | 20 km gyaloglás |          |          |          |             |             |             |          |          |          | 1:30:26 | 15.      |
| Kristina Saltanovič  | 20 km gyaloglás |          |          |          |             |             |             |          |          |          | 1:31:03 | 18.      |
| Živilė Balčiünaité   | Maraton         |          |          |          |             |             |             |          |          |          | 2:29:33 | 11.      |
| Rasa Drazdauskaitė   | Maraton         |          |          |          |             |             |             |          |          |          | 2:35:09 | 37.      |

| Versenyző          | Versenyszám   | Selejtező | Selejtező | Döntő    | Döntő    |
| Versenyző          | Versenyszám   | Eredmény  | Helyezés  | Eredmény | Helyezés |
| ------------------ | ------------- | --------- | --------- | -------- | -------- |
| Karina Vnukova     | Magasugrás    | 185 cm    | 23.       | kiesett  | kiesett  |
| Zinaida Sendriūtė  | Diszkoszvetés | 54,81 m   | 33.       | kiesett  | kiesett  |
| Inga Stasiulionytė | Gerelyhajítás | 55,66 m   | 32.       | kiesett  | kiesett  |

| Versenyző           | Versenyszám | 100 m gát | 100 m gát | Magasugrás | Magasugrás | Súlylökés | Súlylökés | 200 m   | 200 m | Távolugrás       | Távolugrás       | Gerelyhajítás    | Gerelyhajítás    | 800 m            | 800 m            | Végeredmény   | Végeredmény   |
| Versenyző           | Versenyszám | Idő       | Pont      | Eredmény   | Pont       | Eredmény  | Pont      | Idő     | Pont  | Eredmény         | Pont             | Eredmény         | Pont             | Idő              | Pont             | Pont          | Helyezés      |
| ------------------- | ----------- | --------- | --------- | ---------- | ---------- | --------- | --------- | ------- | ----- | ---------------- | ---------------- | ---------------- | ---------------- | ---------------- | ---------------- | ------------- | ------------- |
| Austra Skujytė      | Hétpróba    | 14,46     | 914       | 177 cm     | 941        | 17,02 m   | 997       | 25,40 m | 850   | nem állt rajthoz | nem állt rajthoz | nem állt rajthoz | nem állt rajthoz | nem állt rajthoz | nem állt rajthoz | nem ért célba | nem ért célba |
| Viktorija Žemaitytė | Hétpróba    | 14,44     | 917       | 174 cm     | 903        | 14,01 m   | 795       | 25,06   | 881   | nem állt rajthoz | nem állt rajthoz | nem állt rajthoz | nem állt rajthoz | nem állt rajthoz | nem állt rajthoz | nem ért célba | nem ért célba |

* - egy másik versenyzővel azonos időt ért el

## Birkózás

### Férfi
Kötöttfogású
| Versenyző             | Versenyszám | Selejtező                          | Nyolcaddöntő                        | Negyeddöntő                       | Elődöntő          | Vigaszág első kör | Vigaszág elődöntő                      | Bronz- mérkőzés                      | Döntő             | Helyezés |
| Versenyző             | Versenyszám | Ellenfél Eredmény                  | Ellenfél Eredmény                   | Ellenfél Eredmény                 | Ellenfél Eredmény | Ellenfél Eredmény | Ellenfél Eredmény                      | Ellenfél Eredmény                    | Ellenfél Eredmény | Helyezés |
| --------------------- | ----------- | ---------------------------------- | ----------------------------------- | --------------------------------- | ----------------- | ----------------- | -------------------------------------- | ------------------------------------ | ----------------- | -------- |
| Aleksandr Kazakevič   | 66 kg       | Mihail Szjamjonav (BLR) · 1-1, 1-1 | kiesett                             | kiesett                           | kiesett           |                   |                                        |                                      |                   | 15.      |
| Valdemaras Venckaitis | 74 kg       |                                    | Sixto Barrera (PER) · 2-1, 1-1, 1-1 | kiesett                           | kiesett           |                   |                                        |                                      |                   | 14.      |
| Mindaugas Ežerskis    | 96 kg       | Gászem Rezái (IRI) · 1-1, 1-2, 1-1 | Mehmet Özal (TUR) · 2-2, 2-1, 3-1   | Aszlanbek Hustov (RUS) · 0-4, 0-5 |                   |                   | Aszet Mambetov (KAZ) · 2-1, 1-1, 1-3   | kiesett                              |                   | 7.       |
| Mindaugas Mizgaitis   | 120 kg      |                                    | Rıza Kayaalp (TUR) · 1-1, 3-1       | Haszan Barojev (RUS) · 1-2, 0-3   |                   |                   | Maszud Hásemzáde (IRI) · 1-1, 1-1, 2-1 | Yannick Szczepaniak (FRA) · 2-1, 2-1 |                   |          |

## Cselgáncs
Férfi
| Versenyző     | Versenyszám | Selejtező         | 32-es főtábla                   | Nyolcaddöntő      | Negyeddöntő       | Elődöntő          | Vigaszág első kör | Vigaszág negyeddöntő | Vigaszág elődöntő | Bronz- mérkőzés   | Döntő             | Helyezés |
| Versenyző     | Versenyszám | Ellenfél Eredmény | Ellenfél Eredmény               | Ellenfél Eredmény | Ellenfél Eredmény | Ellenfél Eredmény | Ellenfél Eredmény | Ellenfél Eredmény    | Ellenfél Eredmény | Ellenfél Eredmény | Ellenfél Eredmény | Helyezés |
| ------------- | ----------- | ----------------- | ------------------------------- | ----------------- | ----------------- | ----------------- | ----------------- | -------------------- | ----------------- | ----------------- | ----------------- | -------- |
| Albert Techov | Légsúly     |                   | Javier Guédez (VEN) · 0000-1000 | kiesett           | kiesett           | kiesett           |                   |                      |                   |                   |                   | 21.      |

## Evezés
Férfi
| Versenyző           | Versenyszám  | Előfutam | Előfutam | Középdöntő | Középdöntő | Elődöntő | Elődöntő | Elődöntő | Döntő | Döntő   | Döntő    | Helyezés |
| Versenyző           | Versenyszám  | Idő      | Hely.    | Idő        | Hely.      | Típus    | Idő      | Hely.    | Típus | Idő     | Helyezés | Helyezés |
| ------------------- | ------------ | -------- | -------- | ---------- | ---------- | -------- | -------- | -------- | ----- | ------- | -------- | -------- |
| Mindaugas Griskonis | Egypárevezős | 7:28,05  | 2.       | 6:54,47    | 2.         | A/B      | 7:20,32  | 6.       | B     | 7:09,23 | 2.       | 8.       |

## Kajak-kenu

### Síkvízi
Férfi
| Versenyző                          | Versenyszám        | Előfutam | Előfutam | Előfutam | Elődöntő | Elődöntő | Elődöntő | Döntő   | Döntő    |
| Versenyző                          | Versenyszám        | Idő      | Hely.    | Össz.    | Idő      | Hely.    | Össz.    | Idő     | Helyezés |
| ---------------------------------- | ------------------ | -------- | -------- | -------- | -------- | -------- | -------- | ------- | -------- |
| Egidijus Balčiūnas Alvydas Duonėla | Kajak kettes 500 m | 1:31,232 | 5.       | 10.      | 1:32,887 | 5.       | 5.       | kiesett | kiesett  |
| Tomas Gadeikis Raimundas Labuckas  | Kenu kettes 500 m  | 1:42,803 | 4.       | 8.       | 1:43,299 | 4.       | 4.       | kiesett | kiesett  |

## Kerékpározás

### Országúti kerékpározás
Férfi
| Versenyző           | Versenyszám   | Idő              | Helyezés |
| ------------------- | ------------- | ---------------- | -------- |
| Dainius Kairelis    | Mezőnyverseny | 6:39:42 (+15:53) | 73.      |
| Ignatas Konovalovas | Mezőnyverseny | 6:26:17 (+2:28)  | 28.      |

Női
| Versenyző              | Versenyszám   | Idő                 | Helyezés |
| ---------------------- | ------------- | ------------------- | -------- |
| Jolanta Polikevičiūtė  | Mezőnyverseny | 3:32:45 (+0:21)     | 11.      |
| Modesta Vžesniauskaitė | Mezőnyverseny | 3:33:17 (+0:53)     | 27.      |
| Edita Pučinskaitė      | Mezőnyverseny | 3:32:45 (+0:21)     | 9.       |
| Edita Pučinskaitė      | Időfutam      | 38:55,37 (+4:03,65) | 23.      |

### Pálya-kerékpározás
Sprintversenyek
| Versenyző          | Versenyszám       | Selejtező | Selejtező | 1. forduló                 | Vigaszág                                                        | Vigaszág | 9–12. helyért          | 9–12. helyért | Negyeddöntő                            | 5–8. helyért                                                                  | 5–8. helyért | Elődöntő             | Döntő                | Helyezés |
| Versenyző          | Versenyszám       | Idő       | Hely.     | Ellenfél Győztes idő       | Ellenfelek Győztes idő                                          | Hely.    | Ellenfelek Győztes idő | Hely.         | Ellenfél Győztes idő                   | Ellenfelek Győztes idő                                                        | Hely.        | Ellenfél Győztes idő | Ellenfél Győztes idő | Helyezés |
| ------------------ | ----------------- | --------- | --------- | -------------------------- | --------------------------------------------------------------- | -------- | ---------------------- | ------------- | -------------------------------------- | ----------------------------------------------------------------------------- | ------------ | -------------------- | -------------------- | -------- |
| Simona Krupeckaitė | Női egyéni sprint | 11,222    | 5.        | Jennie Reed (USA) · 11,955 | Szvetlana Grankovszkaja (RUS) · Yvonne Hijgenaar (NED) · 12,123 | 1.       |                        |               | Vicki Pendleton (GBR) · 11,389, 11,672 | Clara Sánchez (FRA) · Natallja Cilinszkaja (BLR) · Jennie Reed (USA) · 12,264 | 4.           |                      |                      | 8.       |

Üldözőversenyek
| Versenyző            | Versenyszám              | Selejtező | Selejtező | Elődöntő                            | Elődöntő  | Elődöntő | Döntő        | Döntő     | Döntő    |
| Versenyző            | Versenyszám              | Idő       | Hely.     | Ellenfél Idő                        | Saját idő | Hely.    | Ellenfél Idő | Saját idő | Helyezés |
| -------------------- | ------------------------ | --------- | --------- | ----------------------------------- | --------- | -------- | ------------ | --------- | -------- |
| Vilija Sereikaitė    | Női egyéni üldözőverseny | 3:36,063  | 6.        | Leszja Kalitovszka (UKR) · 3:31,785 | 3:36,808  | 6.       | kiesett      | kiesett   | kiesett  |
| Svetlana Pauliukaitė | Női egyéni üldözőverseny | 3:45,691  | 12.       | kiesett                             | kiesett   | kiesett  | kiesett      | kiesett   | kiesett  |

Pontversenyek
| Név                  | Versenyszám     | Pont | Helyezés |
| -------------------- | --------------- | ---- | -------- |
| Svetlana Pauliukaitė | Női pontverseny | 2    | 12.      |

## Kosárlabda

### Férfi

#### Eredmények
Csoportkör
A csoport
| Csapat             | M | Gy | V | P+  | P–  | Pk   |
| ------------------ | - | -- | - | --- | --- | ---- |
| Litvánia (LTU)     | 5 | 4  | 1 | 425 | 400 | +25  |
| Argentína (ARG)    | 5 | 4  | 1 | 425 | 361 | +64  |
| Horvátország (CRO) | 5 | 3  | 2 | 399 | 380 | +19  |
| Ausztrália (AUS)   | 5 | 3  | 2 | 457 | 405 | +52  |
| Oroszország (RUS)  | 5 | 1  | 4 | 387 | 406 | –19  |
| Irán (IRI)         | 5 | 0  | 5 | 323 | 464 | –141 |

| 2008. augusztus 10. 16:45 | Litvánia (LTU)                           | 79–75     | Argentína (ARG)    | Vukoszung Sportcsarnok, Peking Nézőszám: 11 083 Játékvezetők: Nikolaos Zavlanos (GRE) |
| 2008. augusztus 10. 16:45 | (14–11, 20–19, 17–15, 28–30) Jegyzőkönyv |           |                    | Vukoszung Sportcsarnok, Peking Nézőszám: 11 083 Játékvezetők: Nikolaos Zavlanos (GRE) |
| 2008. augusztus 10. 16:45 | Kleiza 13                                | Pont      | Ginóbili 19        | Vukoszung Sportcsarnok, Peking Nézőszám: 11 083 Játékvezetők: Nikolaos Zavlanos (GRE) |
| 2008. augusztus 10. 16:45 | K. Lavrinovič 7                          | Lepattanó | Oberto 11          | Vukoszung Sportcsarnok, Peking Nézőszám: 11 083 Játékvezetők: Nikolaos Zavlanos (GRE) |
| 2008. augusztus 10. 16:45 | Jasikevičius 8                           | Gólpassz  | Oberto, Prigioni 3 | Vukoszung Sportcsarnok, Peking Nézőszám: 11 083 Játékvezetők: Nikolaos Zavlanos (GRE) |

| 2008. augusztus 12. 09:00 | Irán (IRI)                               | 67–99     | Litvánia (LTU)                      | Vukoszung Sportcsarnok, Peking Nézőszám: 11 083 Játékvezetők: Eddie Rush (USA) |
| 2008. augusztus 12. 09:00 | (20–15, 14–31, 19–28, 14–25) Jegyzőkönyv |           |                                     | Vukoszung Sportcsarnok, Peking Nézőszám: 11 083 Játékvezetők: Eddie Rush (USA) |
| 2008. augusztus 12. 09:00 | Haddádi 21                               | Pont      | Kleiza 22                           | Vukoszung Sportcsarnok, Peking Nézőszám: 11 083 Játékvezetők: Eddie Rush (USA) |
| 2008. augusztus 12. 09:00 | Száhákián 12                             | Lepattanó | Kleiza 8                            | Vukoszung Sportcsarnok, Peking Nézőszám: 11 083 Játékvezetők: Eddie Rush (USA) |
| 2008. augusztus 12. 09:00 | Amini 4                                  | Gólpassz  | Jasikevičius, Lukauskis, Mačiulis 3 | Vukoszung Sportcsarnok, Peking Nézőszám: 11 083 Játékvezetők: Eddie Rush (USA) |

| 2008. augusztus 14. 16:45 | Litvánia (LTU)                           | 86–79     | Oroszország (RUS) | Vukoszung Sportcsarnok, Peking Nézőszám: 11 083 Játékvezetők: Nikolaos Pitsilkas (GRE) |
| 2008. augusztus 14. 16:45 | (23–24, 21–17, 25–21, 17–17) Jegyzőkönyv |           |                   | Vukoszung Sportcsarnok, Peking Nézőszám: 11 083 Játékvezetők: Nikolaos Pitsilkas (GRE) |
| 2008. augusztus 14. 16:45 | Kaukėnas 20                              | Pont      | Holden 25         | Vukoszung Sportcsarnok, Peking Nézőszám: 11 083 Játékvezetők: Nikolaos Pitsilkas (GRE) |
| 2008. augusztus 14. 16:45 | Kleiza 11                                | Lepattanó | Hrjapa 9          | Vukoszung Sportcsarnok, Peking Nézőszám: 11 083 Játékvezetők: Nikolaos Pitsilkas (GRE) |
| 2008. augusztus 14. 16:45 | Jasikevičius 5                           | Gólpassz  | Kirilenko 6       | Vukoszung Sportcsarnok, Peking Nézőszám: 11 083 Játékvezetők: Nikolaos Pitsilkas (GRE) |

| 2008. augusztus 16. 14:30 | Horvátország (CRO)                       | 73–86     | Litvánia (LTU)  | Vukoszung Sportcsarnok, Peking Nézőszám: 11 083 Játékvezetők: Nikolaos Zavlanos (GRE) |
| 2008. augusztus 16. 14:30 | (15–13, 30–29, 17–16, 11–28) Jegyzőkönyv |           |                 | Vukoszung Sportcsarnok, Peking Nézőszám: 11 083 Játékvezetők: Nikolaos Zavlanos (GRE) |
| 2008. augusztus 16. 14:30 | Ukić 13                                  | Pont      | Lukauskis 20    | Vukoszung Sportcsarnok, Peking Nézőszám: 11 083 Játékvezetők: Nikolaos Zavlanos (GRE) |
| 2008. augusztus 16. 14:30 | Banić 7                                  | Lepattanó | K. Lavrinovič 7 | Vukoszung Sportcsarnok, Peking Nézőszám: 11 083 Játékvezetők: Nikolaos Zavlanos (GRE) |
| 2008. augusztus 16. 14:30 | Kus 3                                    | Gólpassz  | Jasikevičius 6  | Vukoszung Sportcsarnok, Peking Nézőszám: 11 083 Játékvezetők: Nikolaos Zavlanos (GRE) |

| 2008. augusztus 18. 11:15 | Ausztrália (AUS)                         | 106–75    | Litvánia (LTU)   | Vukoszung Sportcsarnok, Peking Nézőszám: 11 083 Játékvezetők: Nikolaos Pitsilkas (GRE) |
| 2008. augusztus 18. 11:15 | (28–14, 27–15, 20–22, 31–24) Jegyzőkönyv |           |                  | Vukoszung Sportcsarnok, Peking Nézőszám: 11 083 Játékvezetők: Nikolaos Pitsilkas (GRE) |
| 2008. augusztus 18. 11:15 | Bogut 23                                 | Pont      | K. Lavrinovič 14 | Vukoszung Sportcsarnok, Peking Nézőszám: 11 083 Játékvezetők: Nikolaos Pitsilkas (GRE) |
| 2008. augusztus 18. 11:15 | Mills 4                                  | Lepattanó | K. Lavrinovič 8  | Vukoszung Sportcsarnok, Peking Nézőszám: 11 083 Játékvezetők: Nikolaos Pitsilkas (GRE) |
| 2008. augusztus 18. 11:15 | Anstey 4                                 | Gólpassz  | Jasikevičius 5   | Vukoszung Sportcsarnok, Peking Nézőszám: 11 083 Játékvezetők: Nikolaos Pitsilkas (GRE) |

Negyeddöntő
| 2008. augusztus 20. 16:45 | Litvánia (LTU)                           | 94–68     | Kína (CHN)      | Vukoszung Sportcsarnok, Peking Nézőszám: 11 083 Játékvezetők: Nikolaos Pitsilkas (GRE) |
| 2008. augusztus 20. 16:45 | (19–17, 22–13, 29–23, 24–15) Jegyzőkönyv |           |                 | Vukoszung Sportcsarnok, Peking Nézőszám: 11 083 Játékvezetők: Nikolaos Pitsilkas (GRE) |
| 2008. augusztus 20. 16:45 | Jasikevičius 23                          | Pont      | Jao Ming 19     | Vukoszung Sportcsarnok, Peking Nézőszám: 11 083 Játékvezetők: Nikolaos Pitsilkas (GRE) |
| 2008. augusztus 20. 16:45 | Kleiza 7                                 | Lepattanó | Ji Csien-lien 9 | Vukoszung Sportcsarnok, Peking Nézőszám: 11 083 Játékvezetők: Nikolaos Pitsilkas (GRE) |
| 2008. augusztus 20. 16:45 | Jasikevičius 6                           | Gólpassz  | Jao Ming 3      | Vukoszung Sportcsarnok, Peking Nézőszám: 11 083 Játékvezetők: Nikolaos Pitsilkas (GRE) |

Elődöntő
| 2008. augusztus 22. 20:00 | Spanyolország (ESP)                      | 91–86     | Litvánia (LTU)            | Vukoszung Sportcsarnok, Peking Nézőszám: 11 083 Játékvezetők: Nikolaos Pitsilkas (GRE) |
| 2008. augusztus 22. 20:00 | (21–19, 19–23, 22–24, 29–20) Jegyzőkönyv |           |                           | Vukoszung Sportcsarnok, Peking Nézőszám: 11 083 Játékvezetők: Nikolaos Pitsilkas (GRE) |
| 2008. augusztus 22. 20:00 | P. Gasol 19                              | Pont      | Jasaitis, Jasikevičius 19 | Vukoszung Sportcsarnok, Peking Nézőszám: 11 083 Játékvezetők: Nikolaos Pitsilkas (GRE) |
| 2008. augusztus 22. 20:00 | Jiménez 7                                | Lepattanó | Jasaitis 8                | Vukoszung Sportcsarnok, Peking Nézőszám: 11 083 Játékvezetők: Nikolaos Pitsilkas (GRE) |
| 2008. augusztus 22. 20:00 | Rubio 4                                  | Gólpassz  | Jasikevičius 6            | Vukoszung Sportcsarnok, Peking Nézőszám: 11 083 Játékvezetők: Nikolaos Pitsilkas (GRE) |

Bronzmérkőzés
| 2008. augusztus 24. 12:00 | Litvánia (LTU)                           | 75–87     | Argentína (ARG) | Vukoszung Sportcsarnok, Peking Nézőszám: 11 083 Játékvezetők: Eddie Rush (USA) |
| 2008. augusztus 24. 12:00 | (21–24, 13–22, 15–22, 26–19) Jegyzőkönyv |           |                 | Vukoszung Sportcsarnok, Peking Nézőszám: 11 083 Játékvezetők: Eddie Rush (USA) |
| 2008. augusztus 24. 12:00 | Šiškauskas 15                            | Pont      | Delfino 20      | Vukoszung Sportcsarnok, Peking Nézőszám: 11 083 Játékvezetők: Eddie Rush (USA) |
| 2008. augusztus 24. 12:00 | Šiškauskas, K. Lavrinovič 6              | Lepattanó | Delfino 10      | Vukoszung Sportcsarnok, Peking Nézőszám: 11 083 Játékvezetők: Eddie Rush (USA) |
| 2008. augusztus 24. 12:00 | Jasikevičius 3                           | Gólpassz  | Prigioni 7      | Vukoszung Sportcsarnok, Peking Nézőszám: 11 083 Játékvezetők: Eddie Rush (USA) |

| Csapat         | Helyezés |
| -------------- | -------- |
| Litvánia (LTU) | 4.       |

## Ökölvívás
| Versenyző             | Versenyszám     | Selejtező                         | Nyolcaddöntő                    | Negyeddöntő             | Elődöntő          | Döntő             | Helyezés |
| Versenyző             | Versenyszám     | Ellenfél Eredmény                 | Ellenfél Eredmény               | Ellenfél Eredmény       | Ellenfél Eredmény | Ellenfél Eredmény | Helyezés |
| --------------------- | --------------- | --------------------------------- | ------------------------------- | ----------------------- | ----------------- | ----------------- | -------- |
| Egidijus Kavaliauskas | Kisváltósúly    | Alexis Vastine (FRA) · 2-13       | kiesett                         | kiesett                 | kiesett           | kiesett           | 17.      |
| Daugirdas Šemiotas    | Félnehézsúly    | Jerkebulan Sinalijev (KAZ) · 3-11 | kiesett                         | kiesett                 | kiesett           | kiesett           | 17.      |
| Jaroslavas Jakšto     | Szupernehézsúly |                                   | Onoriode Ohwarieme (NGR) · 11-1 | David Price (GBR) · RSC | kiesett           | kiesett           | 5.       |

RSC - a játékvezető megállította a mérkőzést

## Öttusa
| Versenyző              | Versenyszám | Lövészet | Lövészet | Lövészet | Vívás    | Vívás | Vívás | Úszás   | Úszás | Úszás | Lovaglás | Lovaglás | Lovaglás | Lovaglás | Futás    | Futás | Futás | Összesen    | Összesen |
| Versenyző              | Versenyszám | Pontszám | Pont     | Hely.    | Eredmény | Pont  | Hely. | Idő     | Pont  | Hely. | Idő      | Hibapont | Pont     | Hely.    | Idő      | Pont  | Hely. | Összes pont | Helyezés |
| ---------------------- | ----------- | -------- | -------- | -------- | -------- | ----- | ----- | ------- | ----- | ----- | -------- | -------- | -------- | -------- | -------- | ----- | ----- | ----------- | -------- |
| Edvinas Krungolcas     | Férfi       | 185      | 1156     | 7.       | 21-14    | 904   | 5.    | 2:07,63 | 1272  | 23.   | 1:10,89  | 56       | 1144     | 4.       | 9:42,65  | 1072  | 25.   | 5548        |          |
| Andrejus Zadneprovskis | Férfi       | 182      | 1120     | 17.      | 15-20    | 760   | 24.   | 2:02,27 | 1336  | 5.    | 1:15,20  | 32       | 1168     | 2.       | 9:25,00  | 1140  | 13.   | 5524        |          |
| Laura Asadauskaitė     | Női         | 175      | 1036     | 25.      | 12-23    | 688   | 31.*  | 2:21,76 | 1220  | 22.   | 1:08,94  | 0        | 1200     | 2.       | 10:18,95 | 1248  | 4.    | 5392        | 15.      |
| Donata Rimšaitė        | Női         | 175      | 1036     | 24.      | 17-18    | 808   | 18.** | 2:20,57 | 1236  | 21.   | 1:07,38  | 112      | 1088     | 22.      | 10:13,76 | 1268  | 3.    | 5436        | 13.      |

* - egy másik versenyzővel azonos eredményt ért el

** - három másik versenyzővel azonos eredményt ért el

## Sportlövészet
Női
| Versenyző            | Versenyszám | Selejtező | Selejtező | Döntő | Döntő    |
| Versenyző            | Versenyszám | Pont      | Helyezés  | Pont  | Helyezés |
| -------------------- | ----------- | --------- | --------- | ----- | -------- |
| Daina Gudzinevičiūtė | Trap        | 69        | 5.        | 86    | 5.       |

## Súlyemelés
Férfi
| Versenyző           | Versenyszám | Szakítás | Szakítás | Lökés                    | Lökés                    | Összesen | Helyezés |
| Versenyző           | Versenyszám | Eredmény | Helyezés | Eredmény                 | Helyezés                 | Összesen | Helyezés |
| ------------------- | ----------- | -------- | -------- | ------------------------ | ------------------------ | -------- | -------- |
| Ramūnas Vyšniauskas | 105 kg      | 180,0    | 10.*     | érvényes kísérlet nélkül | érvényes kísérlet nélkül | kiesett  | kiesett  |

* - egy másik versenyzővel azonos eredményt ért el

## Tollaslabda
| Versenyző           | Versenyszám | Selejtező                              | 32-es főtábla                           | Nyolcaddöntő                     | Negyeddöntő       | Elődöntő          | Bronz- mérkőzés   | Döntő             | Helyezés |
| Versenyző           | Versenyszám | Ellenfél Eredmény                      | Ellenfél Eredmény                       | Ellenfél Eredmény                | Ellenfél Eredmény | Ellenfél Eredmény | Ellenfél Eredmény | Ellenfél Eredmény | Helyezés |
| ------------------- | ----------- | -------------------------------------- | --------------------------------------- | -------------------------------- | ----------------- | ----------------- | ----------------- | ----------------- | -------- |
| Kęstutis Navickas   | Férfi egyes | Pablo Abián (ESP) · 23-21, 12-21, 21-9 | Sztanyiszlav Puhov (RUS) · 21-12, 21-17 | Lee Chong Wei (MAS) · 5-21, 7-21 | kiesett           | kiesett           | kiesett           | kiesett           | 9.       |
| Akvilė Stapušaitytė | Női egyes   |                                        | Tine Rasmussen (DEN) · 6-21, 8-21       | kiesett                          | kiesett           | kiesett           | kiesett           | kiesett           | 17.      |

## Torna
Női
| Versenyző         | Versenyszám      | Selejtező | Selejtező | Döntő    | Döntő    |
| Versenyző         | Versenyszám      | Pontszám  | Helyezés  | Pontszám | Helyezés |
| ----------------- | ---------------- | --------- | --------- | -------- | -------- |
| Jelena Zanevskaja | Talaj            | 13,350    | 72.       | kiesett  | kiesett  |
| Jelena Zanevskaja | Ugrás            | 13,687    | 13.       | kiesett  | kiesett  |
| Jelena Zanevskaja | Felemás korlát   | 13,350    | 70.       | kiesett  | kiesett  |
| Jelena Zanevskaja | Gerenda          | 13,375    | 76.       | kiesett  | kiesett  |
| Jelena Zanevskaja | Egyéni összetett | 53,950    | 54.       | kiesett  | kiesett  |

## Úszás
Férfi
| Versenyző             | Versenyszám    | Előfutam | Előfutam | Előfutam | Elődöntő | Elődöntő | Elődöntő | Döntő   | Döntő    |
| Versenyző             | Versenyszám    | Idő      | Hely.    | Össz.    | Idő      | Hely.    | Össz.    | Idő     | Helyezés |
| --------------------- | -------------- | -------- | -------- | -------- | -------- | -------- | -------- | ------- | -------- |
| Rolandas Gimbutis     | 50 m gyors     | 24,36    | 8.       | 58.      | kiesett  | kiesett  | kiesett  | kiesett | kiesett  |
| Paulius Viktoravičius | 100 m gyors    | 49,27    | 2.*      | 28.*     | kiesett  | kiesett  | kiesett  | kiesett | kiesett  |
| Saulius Binevičius    | 200 m gyors    | 1:51,80  | 7.       | 47.      | kiesett  | kiesett  | kiesett  | kiesett | kiesett  |
| Vytautas Janušaitis   | 100 m hát      | 55,65    | 8.       | 32.      | kiesett  | kiesett  | kiesett  | kiesett | kiesett  |
| Vytautas Janušaitis   | 200 m vegyes   | 1:59,63  | 4.       | 11.      | 2:00,76  | 8.       | 15.      | kiesett | kiesett  |
| Giedrius Titenis      | 100 m mell     | 1:00,11  | 2.       | 6.       | 1:00,66  | 7.       | 12.      | kiesett | kiesett  |
| Edvinas Dautartas     | 200 m mell     | 2:13,11  | 1.       | 31.      | kiesett  | kiesett  | kiesett  | kiesett | kiesett  |
| Rimvydas Šalčius      | 100 m pillangó | 52,90    | 1.       | 34.*     | kiesett  | kiesett  | kiesett  | kiesett | kiesett  |

Női
| Versenyző          | Versenyszám | Előfutam | Előfutam | Előfutam | Elődöntő | Elődöntő | Elődöntő | Döntő   | Döntő    |
| Versenyző          | Versenyszám | Idő      | Hely.    | Össz.    | Idő      | Hely.    | Össz.    | Idő     | Helyezés |
| ------------------ | ----------- | -------- | -------- | -------- | -------- | -------- | -------- | ------- | -------- |
| Rugilė Mileišytė   | 50 m gyors  | 26,19    | 1.       | 39.*     | kiesett  | kiesett  | kiesett  | kiesett | kiesett  |
| Raminta Dvariškytė | 200 m mell  | 2:33,32  | 1.       | 35.      | kiesett  | kiesett  | kiesett  | kiesett | kiesett  |

* - egy másik versenyzővel azonos időt ért el

## Vitorlázás
Női
| Versenyző              | Versenyszám  | Futam | Futam | Futam | Futam | Futam | Futam | Futam | Futam | Futam | Futam | Pontszám | Helyezés |
| Versenyző              | Versenyszám  | 1     | 2     | 3     | 4     | 5     | 6     | 7     | 8     | 9     | É     | Pontszám | Helyezés |
| ---------------------- | ------------ | ----- | ----- | ----- | ----- | ----- | ----- | ----- | ----- | ----- | ----- | -------- | -------- |
| Gintarė Volungevičiūtė | Laser radial | 3     | 13    | 8     | 1     | 1     | 4     | 21    | 6     | 4     | 1     | 42       |          |

É - éremfutam